# 大卫·沙逊图书馆
大卫·沙逊图书馆（David Sassoon Library）是印度孟买的一座著名图书馆和遗产建筑。在市中心建立图书馆的想法是著名的巴格达犹太人慈善家大卫·沙逊的儿子阿尔伯特·大卫·沙逊的创意。 该建筑由建筑师J.坎贝尔和G.E.高斯林为斯科特·麦克莱兰公司设计，耗资125000卢比。大卫·沙逊捐赠了60000卢比，其余由孟买管辖区政府承担。
图书馆位于拉姆帕特街（Rampart Row），黑马雕像（Kala Ghoda）对面。这座建筑于1870年完工，用黄色的马拉德石建造，类似毗邻的Elphinstone College、陆军和海军大楼以及沃森酒店（Watson's Hotel）。入口门廊上方是大卫·沙逊的白色石头半身像。这个大理石半身像
圖書館舊館於1847年成立，新館於1870年完成，以威尼斯歌德式風格興建，是印度常見的英殖建築特色。

## 圖片集
- 艾爾芬斯通學院和沙宣圖書館(約1900年)
- 約1860年沙宣圖書館曾被用作力學研究所
- 力學研究所（約1870年代）